# Прароло
Праро̀ло (на италиански: Prarolo; на пиемонтски: Prareu, Прареу) е село и община в Северна Италия, провинция Верчели, регион Пиемонт. Разположено е на 117 m надморска височина. Населението на общината е 666 души (към 2010 г.).